# D504i
mova D504i（ムーバ・ディー ごー まる よん アイ）は、三菱電機製のNTTドコモの第二世代携帯電話(mova)端末である。

## 概要
F504iとともに、504iシリーズの先陣を切って登場。女性を意識した丸みを帯びたデザインで、Dシリーズの折りたたみ機としては初めて、円形のサブディスプレイがついた。イージーセレクターの廃止をはじめボタンの配置が大きく変わり、Dシリーズの特徴だった巻物式メニューが廃止され、アイコン式になり、よりオーソドックスになった。このため、従来のDシリーズとは操作が異なる所が多い。D209i以来の赤外線通信が復活した。また、データが共有メモリ形式になった。着信メロディは32和音に対応。日記を保存する「プライベートダイアリー」機能が搭載され、専用ボタンも設けられた。
iアプリは最大200件保存可能。「どこでもチョコボ」が内蔵されていた。

## テレビCM
hitomiが出演し、楽曲にはhitomiのBLADE RUNNERが使われていた。受信メール1000件保存を謳っていた。このテレビCMには、江ノ電300形303F（廃車済み）が登場する。

## 歴史
- 2002年2月21日　電気通信端末機器審査協会による技術基準適合認定の設計認証（設計認証番号A02-0131JP、J02-0038）
- 2002年3月7日　 テレコムエンジニアリングセンターによる技術基準適合証明の工事設計認証（工事設計認証番号01WAB1005、01XAB1008）
- 2002年5月21日　ドコモがF504i、D504i、N504i、P504i、SO504iの開発を発表。
- 2002年5月24日　発売。
- 2003年7月1日　 D211i、D251i、D251iS、D504iの4機種に付属していたACアダプタの一部に、発熱してケースが変形する恐れがあるとドコモが発表。
- 2012年3月31日　movaサービス終了により使用はこの日限りとなる。